# Alpes do Ticino e Verbano
Os Alpes do Ticino e Verbano (em italiano:  Alpi Ticinesi e del Verbano) é um maciço montanhoso que faz parte dos Alpes Ocidentais na sua secção dos Alpes Lepontinos e se encontra em parte no Piemonte em Itália, e em parte no cantão de Ticino na Suíça. O ponto mais alto é a Basòdino com 3.273 m.
O nome destes cadeia alpina tem origem no cantão de Ticino e na província italiana de Verbano.

## Situação
A Norte tem o os Alpes do Monte Leone e do São Gotardo , a Leste os Alpes da Adula, a Sudoeste Pré-Alpes de Varese, a Sudoeste os Alpes do Monte Rosa e Alpes de Biella e Cusiane, e a Oeste Alpes de Mischabel e de Weissmies.
À sua volta encontra-se o Passo di San Giacomo, o Rio Ticino, a cidade de Bellinzona, Magadino, a cidade de Locarno e o Lago Maior.

## SOIUSA
A Subdivisão Orográfica Internacional Unificada do Sistema Alpino (SOIUSA) criada em 2005, dividiu os Alpes em duas grandes partes:Alpes Ocidentais e Alpes Orientais, separados pela linha formada pelo  Rio Reno - Passo de Spluga - Lago de Como - Lago de Lecco.
O  conjunto dos Alpes do Monte Leone e do São Gotardo, Alpes do Ticino e Verbano, e  Alpes da Adula formam os  Alpes Lepontinos

### Classificação  SOIUSA
Segundo a SOIUSA este acidente orográfico é uma Sub-secção alpina  com as seguintes características
- Parte = Alpes Ocidentais
- Grande sector alpino = Alpes Ocidentais-Norte
- Secção alpina = Alpes Lepontinos
- Sub-secção alpina =  Alpes do Ticino e Verbano
- Código = I/B-10.II

## Imagens

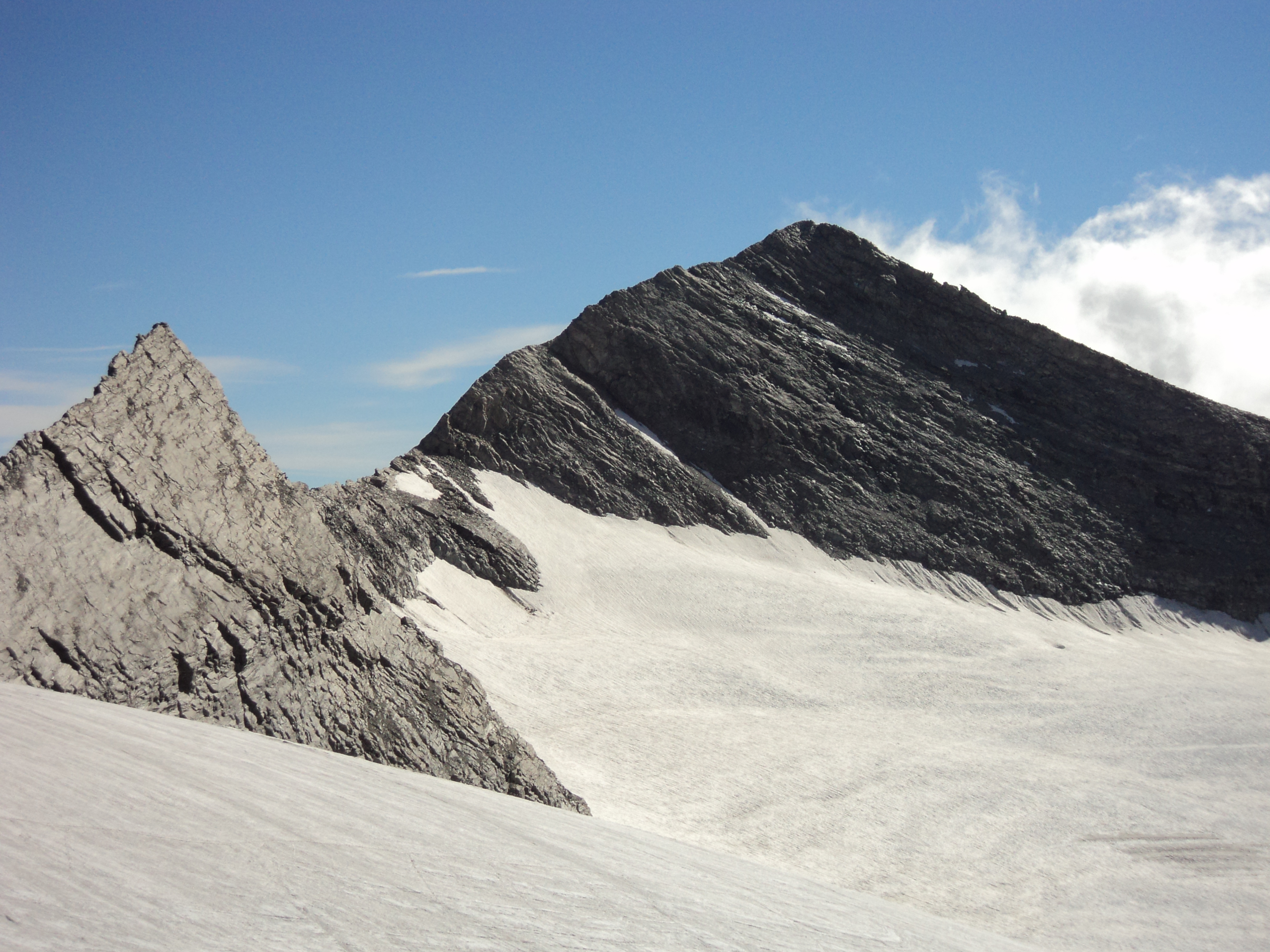
O Monte Leone
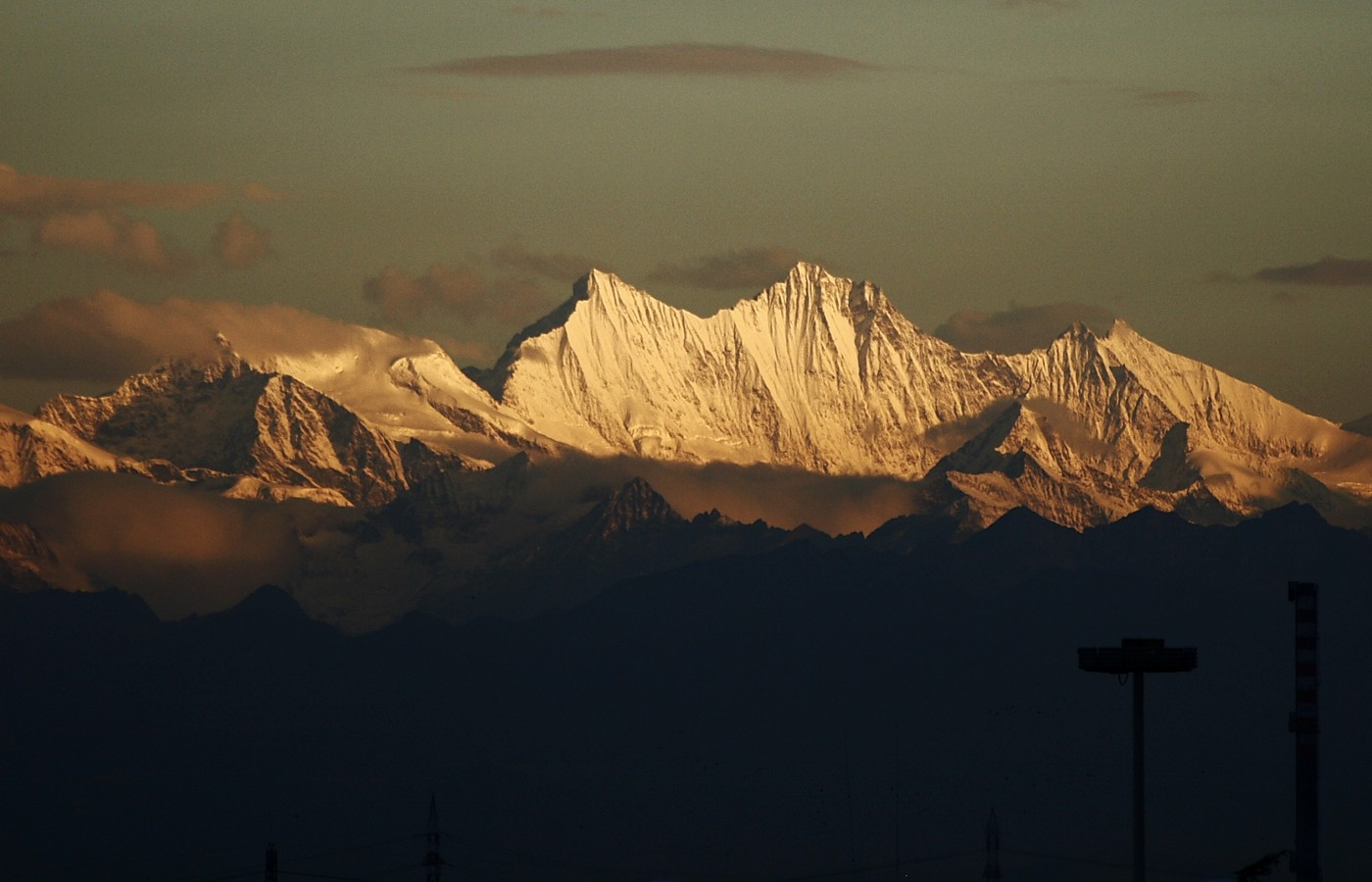
O Dom